# Monumentos Paleocristãos e Bizantinos de Tessalónica
A cidade de Tessalônica no norte da Grécia, durante muitos séculos foi a segunda cidade mais importante do Império Bizantino, tendo um papel importante para o Cristianismo durante a Idade Média e foi decorada com construções impressionantes. Em 1988, quinze destes monumentos foram incluídos como Patrimônio Mundial da UNESCO. São eles:
- Muralhas de Salonica (século IV/V)
- Rotunda de São Jorge (século IV)
- Igreja do Aquiropeto (século V)
- Basílica de São Demétrio (século VII)
- Igreja de Santa Sofia de Salonica (século VIII)
- Igreja da Panágia de Cobre (século XI)
- Igreja dos Santos Apóstolos (século XIV)
- Igreja de São Nicolau, o Órfão (século XIV)
- Igreja de São Pantaleão (século XIV)
- Igreja do Santificado Davi (século VI) [2]
- Igreja de Santa Catarina (século XIII) [3]
- Igreja de Cristo Salvador (século XIV)
- Monastério de Vlatades (século XIV) [4]
- Igreja do Profeta Elias (século XIV)
- Termas de Salonica (século XIV)

## Galeria

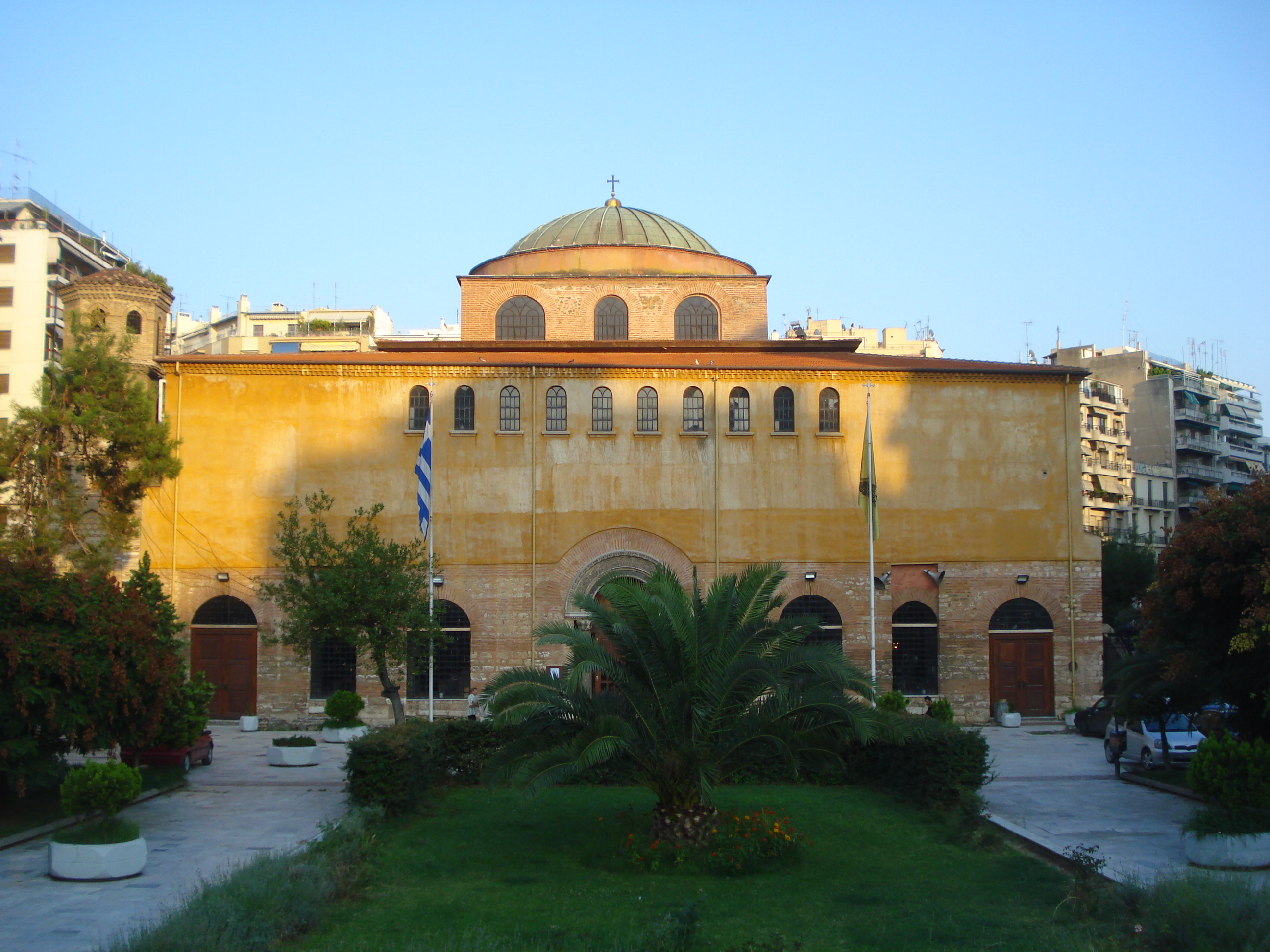
Igreja de Santa Sofia
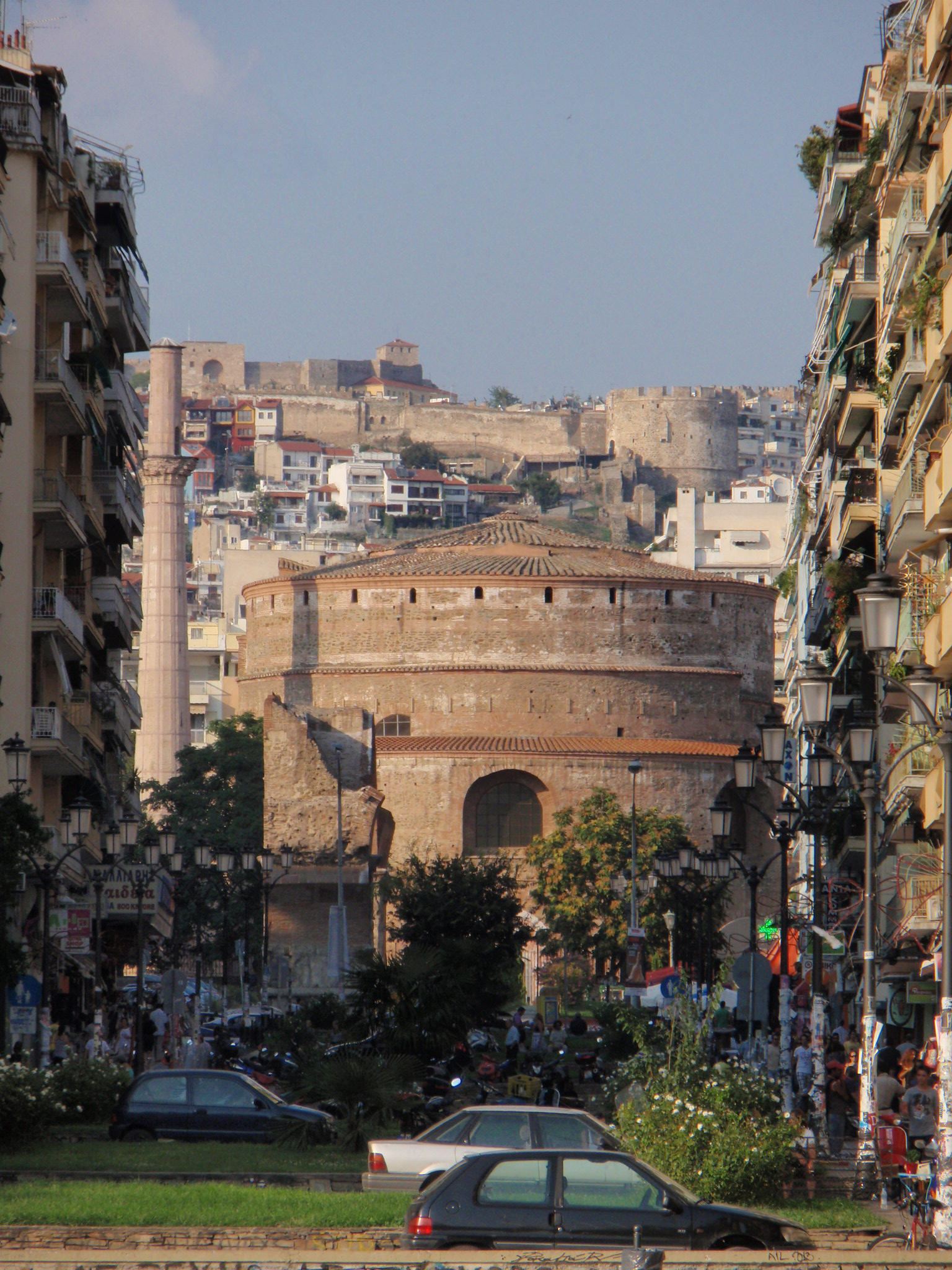
Rotunda de São Jorge e muralhas de Salonica
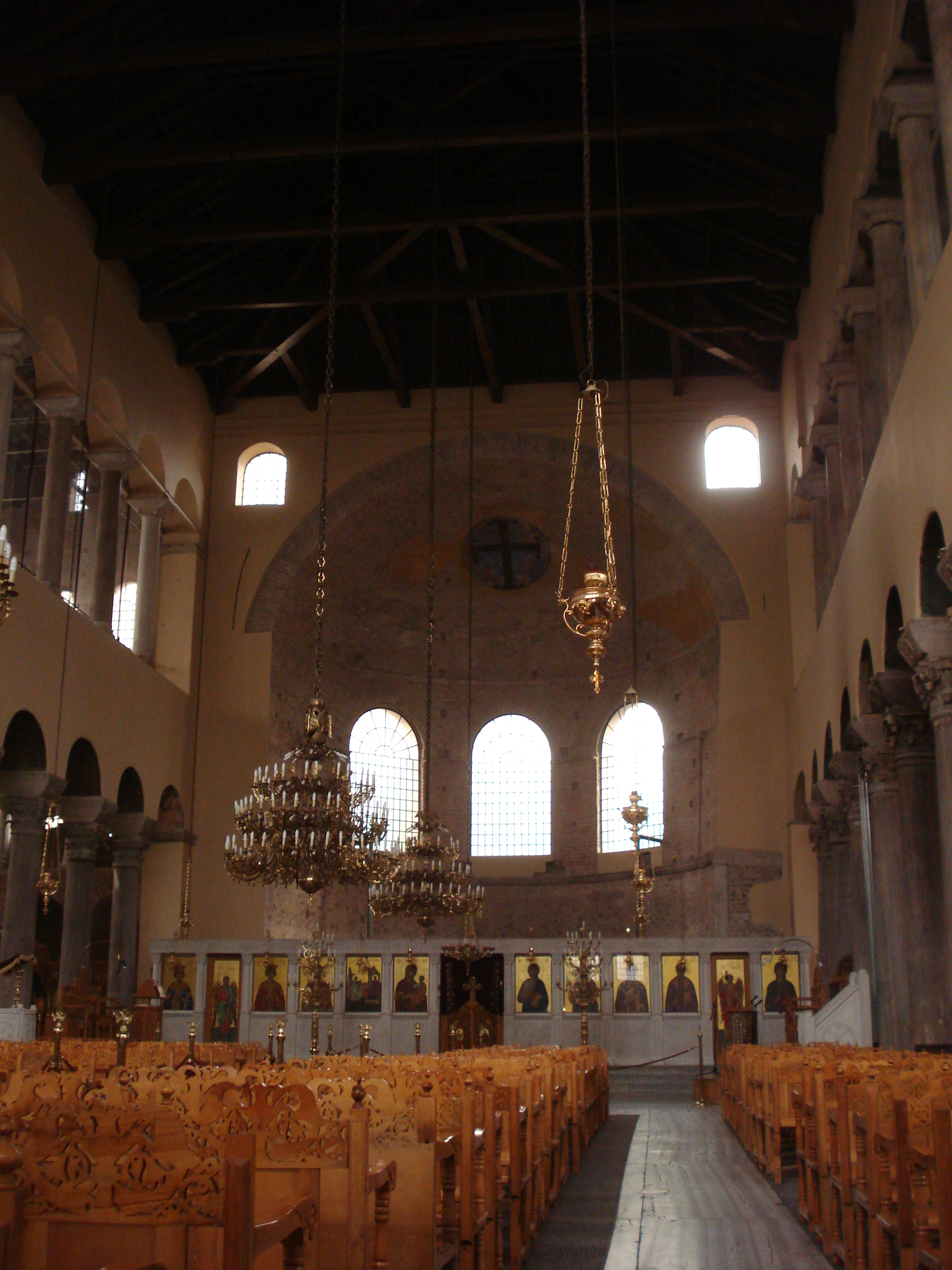
Visão interna da Igreja de Aquiropeto
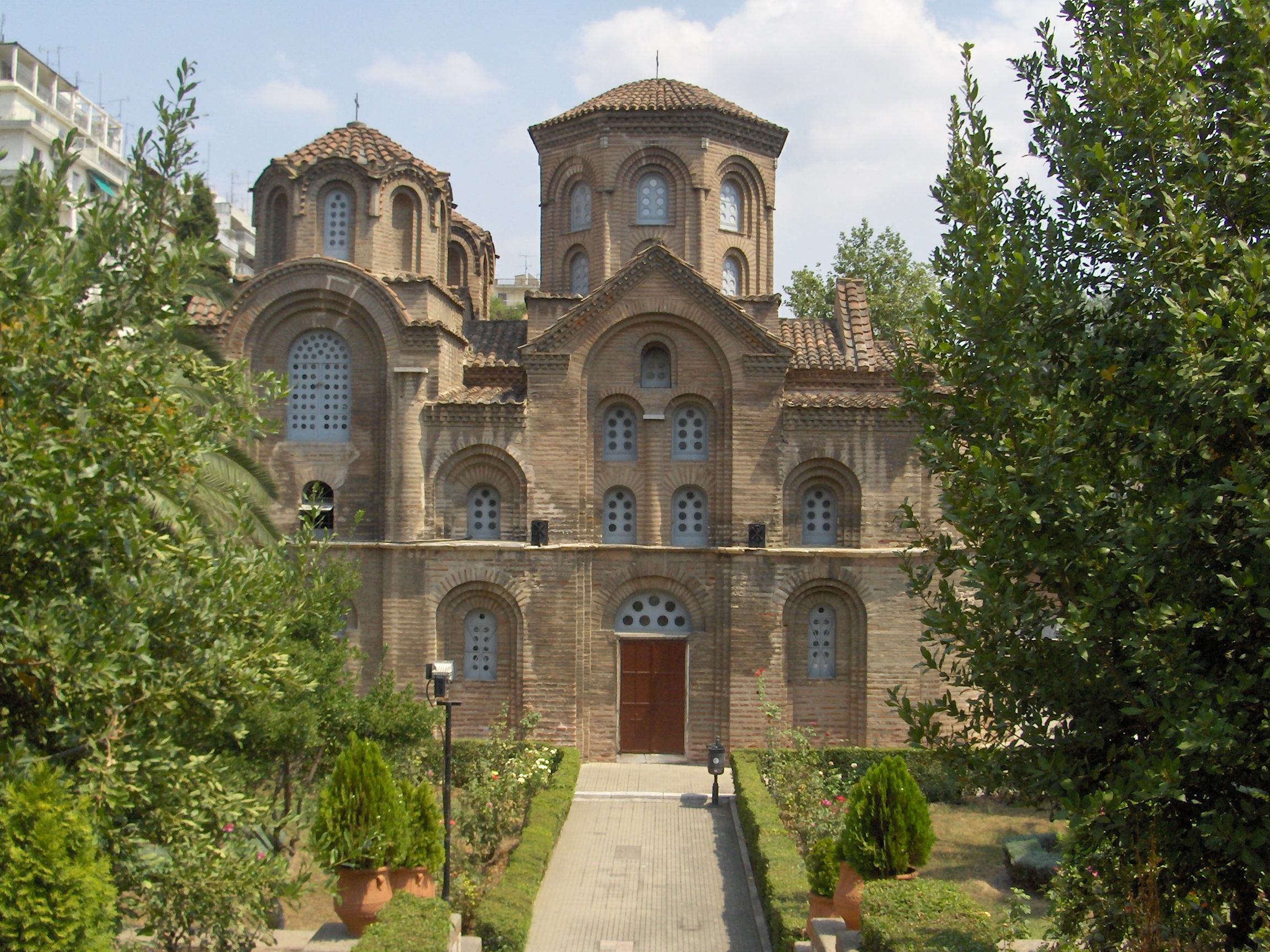
Igreja da Panágia de Cobre